# Empires and Dance
Empires and Dance je třetí studiové album skotské rockové skupiny Simple Minds, vydané v září 1980 u vydavatelství Arista Records. Jeho producentem byl stejně jako u předchozích alb John Leckie.

## Seznam skladeb
| Pořadí | Název                  | Délka |
| ------ | ---------------------- | ----- |
| 1.     | I Travel               | 4:00  |
| 2.     | Today I Died Again     | 4:36  |
| 3.     | Celebrate              | 5:03  |
| 4.     | This Fear of Gods      | 7:03  |
| 5.     | Capital City           | 6:15  |
| 6.     | Constantinople Line    | 4:43  |
| 7.     | Twist/Run/Repulsion    | 4:31  |
| 8.     | Thirty Frames a Second | 5:02  |
| 9.     | Kant-Kino              | 1:52  |
| 10.    | Room                   | 2:28  |

## Obsazení
- Jim Kerr – zpěv
- Charlie Burchill – kytara, saxofon
- Derek Forbes – baskytara
- Brian McGee – bicí
- Mick MacNeil – klávesy